# كينيث إتش كيلر
كينيث إتش كيلر (بالإنجليزية: Kenneth H. Keller)‏ هو مهندس كيميائي أمريكي، ولد في 19 أكتوبر 1934 في نيويورك في الولايات المتحدة.